# Olibrus bicolor

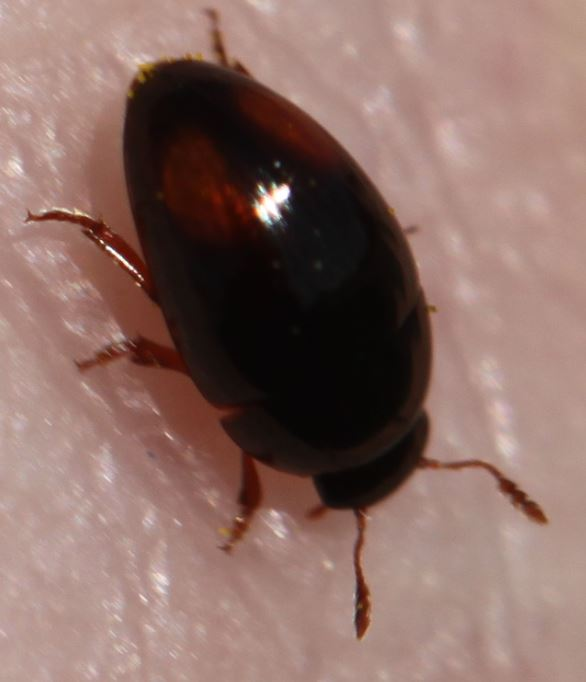

Olibrus bicolor ist ein Käfer aus der Familie der Glattkäfer (Phalacridae).

## Merkmale
Die Käfer werden 2,3 bis 3,2 Millimeter lang. Sie haben einen ovalen glänzend schwarzbraunen Körper. Nahe dem hinteren Ende der Flügeldecken befindet sich jeweils ein rotbrauner Fleck, dessen Form und Ausdehnung jedoch variabel ist und der teilweise auch fehlen kann. Im Gegensatz zu ähnlichen Arten weist der Fleck, falls vorhanden, eine deutliche Begrenzung auf. Wie alle Vertreter der Gattung Olibrus weist Olibrus bicolor entlang der Flügeldeckennaht zwei Furchen auf. Fühler und Beine der Käfer sind gelbbraun.

## Verbreitung
Olibrus bicolor ist eine holarktische Art. Sie ist in Europa weit verbreitet. Ihr Vorkommen reicht im Norden bis nach England und Skandinavien, im Süden über den Mittelmeerraum bis nach Nordafrika, im Osten bis nach Zentralasien. In der Nearktis (Nordamerika) kommt sie im Osten der Vereinigten Staaten vor. Dort reicht das Vorkommen der Art im Süden bis nach Florida.

## Lebensweise
Die Larven von Olibrus bicolor entwickeln sich in den Blütenköpfen verschiedener Korbblütler. Zu den Wirtspflanzen zählt der Gewöhnliche Löwenzahn, der Huflattich (Tussilago farfara) sowie der Rainfarn (Tanagetum vulgare). Typische Lebensräume der Käfer sind Steppenheide und sonnige Böschungen. Die ausgewachsenen Käfer beobachtet man gewöhnlich von Ende März bis August.

## Taxonomie
In der Literatur finden sich folgende Synonyme:
- Sphaeridium bicolor Fabricius, 1792
- Olibrus bicolor var. obscurus Guillebeau, 1892
- Olibrus dohrni Flach, 1888
- Olibrus gentilis Guillebeau, 1892
- Olibrus lecontei Casey, 1890